# Ifigenia en Táuride (Carafa)
Ifigenia en Táuride (título original en italiano, Ifigenia in Tauride) es una ópera en dos actos con música de Michele Carafa con libreto en italiano de Vincenzo Sacchetti, basado en el drama clásico de Eurípides Ifigenia entre los tauros. Se estrenó en el Teatro San Carlo de Nápoles el 19 de junio de 1817.

## Historia
Michele Carafa se encontraba en un buen momento de su carrera cuando compuso la ópera: su anterior ópera, Gabriella di Vergy, había sido un gran éxito en su estreno en Nápoles, y el compositor se estaba preparando ya para expandir su carrera hacia Milán, Roma y Venecia. Pero Ifigenia en Tauride representa un paso atrás en su carrera, al menos en lo relativo al tema, un retorno al neoclasicismo tras el avance en la estética romántica que había supuesto su ópera anterior
Tras su estreno en Nápoles, en 1817, no hay constancia de que fuera representada en más ocasiones..
La ópera no ha sido recuperada en época moderna.

## Personajes
| Personaje                                   | Tesitura  | Elenco del estreno Director de orquesta: Nicola Festa |
| ------------------------------------------- | --------- | ----------------------------------------------------- |
| Toante                                      | bajo      | Michele Benedetti                                     |
| Ifigenia                                    | soprano   | Isabella Colbran                                      |
| Artemide                                    | contralto | Maria Manzi                                           |
| Oreste                                      | tenor     | Andrea Nozzari                                        |
| Pilade                                      | tenor     | Claudio Bonoldi                                       |
| Sommo Sacerdote / "Sumo Sacerdote"          | tenor     | Pietro Sambati                                        |
| Sacerdotes, sacerdotisas, guerreros, pueblo |           |                                                       |

La escenografía corrió a cargo de Vincenzo Sacchetti y Raffaele Trifora

## Discografía
No existe por el momento ninguna grabación de la ópera.